# Haglöfs
Haglöfs är ett svenskt företag i outdoor-branschen som tillverkar kläder samt utrustning för friluftsliv. Företaget ägs av Hongkong-baserade LionRock Capital.

## Historik
Haglöfs grundades av Wiktor Haglöf i Torsång i Dalarna som 1914 började sälja ryggsäckar till den lokala marknaden. 1974–1987 ägdes bolaget av Bonnierkoncernen då Wiktors söner Rolf och Hans sålde sina delar. 1987 delades företaget upp i två: Sacci, med fokus på utrustning åt militär och räddningstjänst, och Haglöfs (under AxTrade) med fokus på utrustning för privatpersoner. 1993 såldes Haglöfs till investmentbolaget Atle, som i sin tur förvärvades av Ratos 2001.  2010 sålde Ratos Haglöfs till japanska sko- och klädföretaget Asics. 2023 köpte Hongkong-baserade LionRock Capital bolaget. Haglöfs startade dotterbolag i Finland 1998, Norge 1999, Danmark 2000, Tyskland 2003 och Storbritannien 2007. Den svenska grenen av bolaget heter Haglöfs AB.  
Bolagets hitills längst sittande VD Mats Hedblom, började år 1980 som även blev starten för Haglöfs moderna era. Under året lanserades den klassiska SHOSHO ryggsäcken och produktionen av sovsäckar. Mats var VD i 30 år. 

## Verksamhet
Haglöfs bedriver verksamhet genom dotterbolag i Sverige, Norge, Finland, Danmark, Tyskland och Storbritannien.

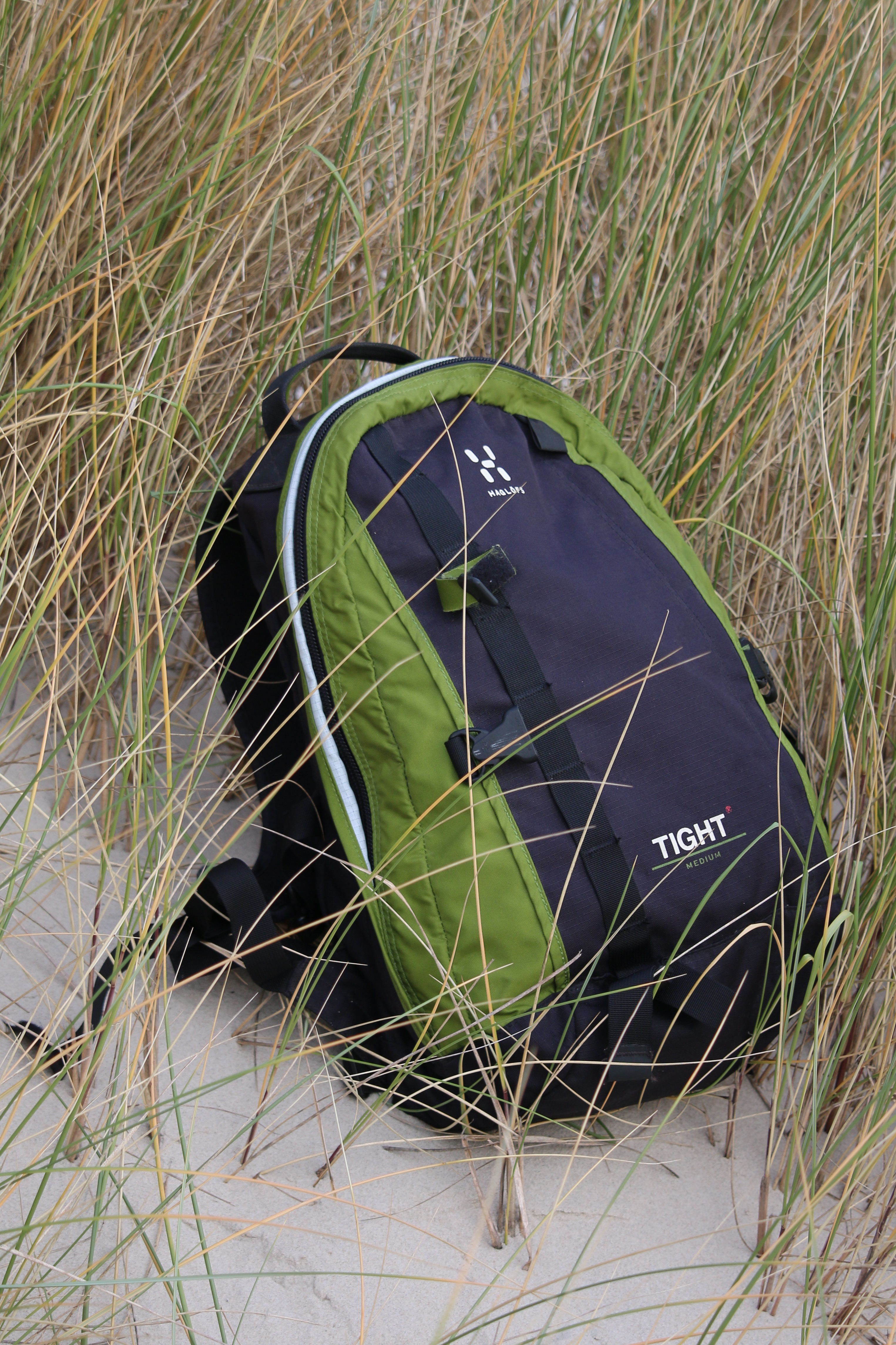
Tight medium ryggsäck

Haglöfs designar, utvecklar och marknadsför kläder, skor och hårdvara för utomhusbruk från sitt huvudkontor i Alvik, Stockholm, Sverige. Haglöfs äger inga fabriker, utan samarbetar med ett nätverk av över 90 materialleverantörer och tillverkare av kläder, skor och hårdvara i 17 olika länder. Majoriteten av Haglöfs produkter skickas till deras lager i Eskilstuna, Sverige varifrån de distribueras till olika försäljningskanaler.
Haglöfs säljs idag på 22 marknader via återförsäljare och distributörer, har e-handel i 12 länder samt 12 egna butiker. 2024 sålde företaget produkter för 782 miljoner svenska kronor och hade 249 anställda världen över varav 190 i Sverige. 

## Utmärkelser
- 2003: Export Hermes, Fonden för exportutveckling[1]
- 2006: Oz Pullower (skaljacka) – OutDoor Industry Award[1]
- 2007: Spitz Jacket – OutDoor Industry Award[1]
- 2009: Grym – OutDoor Industry Award, OutDoor-mässan, Friedrichshafen.[1]
- 2009: Grym – Best Scandinavian Outdoor Product, Scandinavian Outdoor Group[1]
- 2012: Vassi Jacket  – ISPO Award, ISPO-mässan (Internationale Fachmesse für Sportartikel und Sportmode), München[7]
- 2012: Gram Comp Pull – OutDoor Industry Award, OutDoor-mässan, Friedrichshafen[8]
- 2013: Rando AS Suit – ISPO Award Gold, ISPO-mässan, München[9]
- 2013: Roca II Hood – ISPO Award Gold, ISPO-mässan, München[10]
- 2013: Vojd ABS 30  – ISPO Award, ISPO-mässan, München[11]
- 2013: Couloir Pro Jacket – ISPO Award, ISPO-mässan, München[12]
- 2014: Monochrome by Haglöfs – ISPO Award, ISPO-mässan, München[13]
- 2014: Lima Q jacket – ISPO Award, ISPO-mässan, München[14]
- 2019: Damernas Värld Guldknappen[15]
- 2021: Nordic Expedition Down Jacket - ISPO Award, ISPO-mässan, München[16]
- 2023: Spitz Down Hood - ISPO Award, ISPO-mässan, München[17]